# Maebashi

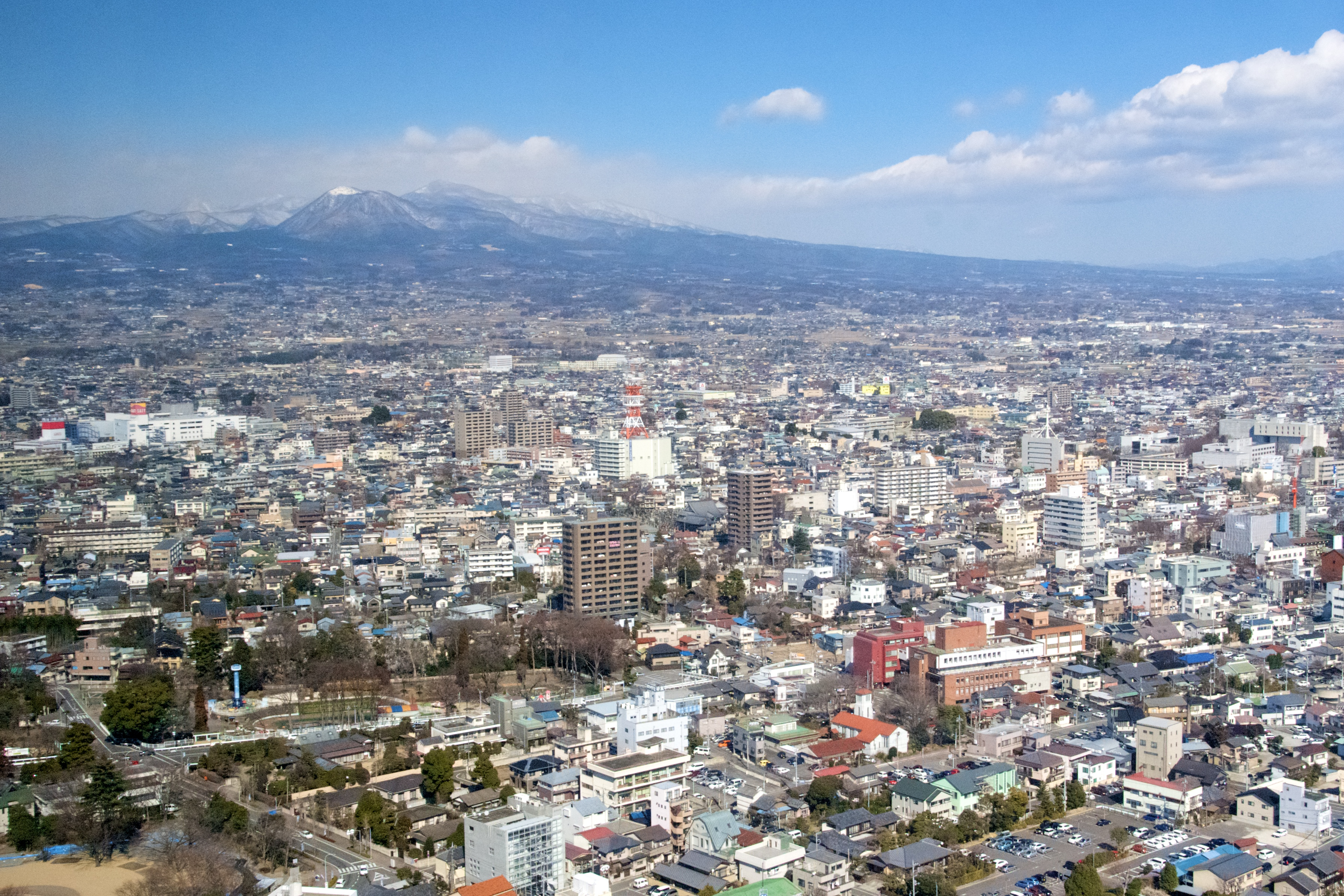
Maebashi

Maebashi (前橋市 Maebashi-shi?) este un municipiu din Japonia, centrul administrativ al prefecturii Gunma.